# Sphingonotus tuxeni
Sphingonotus tuxeni är en insektsart som beskrevs av Willy Adolf Theodor Ramme 1952. Sphingonotus tuxeni ingår i släktet Sphingonotus och familjen gräshoppor. Inga underarter finns listade i Catalogue of Life.